# Barbara Britton
Barbara Britton (* 26. September 1919 als Barbara Maureen Brantingham in Long Beach, Kalifornien, Vereinigte Staaten; † 17. Januar 1980 in New York City) war eine US-amerikanische Filmschauspielerin.

## Leben

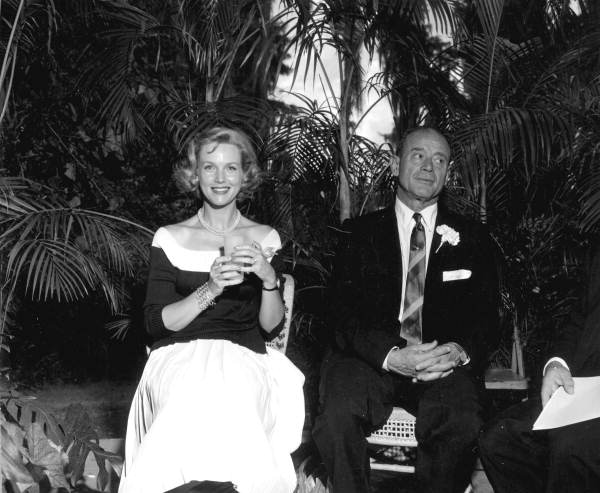
Barbara Britton bei einer Veranstaltung des Konzerns Tupperware, 1960

Barbara Maureen Brantingham studierte nach dem Besuch der Highschool am Long Beach City College, um Sprach- und Theaterlehrerin zu werden. Für den Film wurde sie aufgrund eines Zeitungsfotos entdeckt, das sie als Vertreterin Long Beachs an der Rose Parade in Pasadena zeigte. Da man bei Paramount Pictures ihren Familiennamen für den Filmabspann zu lang fand, wählte sie das Pseudonym Barbara Britton.
Nach ihrem Filmdebüt im Jahr 1941 spielte sie vor allem in Western und blieb vor allem auf nette, gutaussehende und -frisierte Rollen festgelegt. Anfang der 1950er Jahre wandte sie sich Theater- und Fernsehproduktionen zu. In der Fernsehserie Mr. & Mrs. North spielte sie zwei Jahre lang erfolgreich die Rolle der Amateurdetektivin Pamela North. 1960 spielte sie in der Pilotfolge der späteren Dick Van Dyke Show die weibliche Hauptrolle, die in der eigentlichen Show dann von Mary Tyler Moore übernommen wurde. Zwölf Jahre lang war sie als Werbeikone für den Kosmetikhersteller Revlon tätig. In den 1960er Jahren war sie vor allem in Broadwayshows und anderen Theaterproduktionen aktiv. In den 1970er Jahren trat sie nur gelegentlich auf, hatte aber 1979 eine Rolle in der Seifenoper Liebe, Lüge, Leidenschaft, die sie bis zu ihrem Tod spielte.
Im Februar 1960 wurde sie mit einem Stern auf dem Hollywood Walk of Fame geehrt.
Von 1945 bis zu ihrem Tod war sie mit dem Psychiater Eugene Czukor verheiratet. Das Paar lebte seit 1957 in Manhattan und hatte vier Kinder, von denen zwei kurz nach der Geburt starben. Barbara Britton starb an Bauchspeicheldrüsenkrebs.

## Filmografie (Auswahl)
- 1941: Secret of the Wastelands
- 1942: Piraten im karibischen Meer (Reap of the Wild Wind)
- 1942: Mabok, der Schrecken des Dschungels (Beyond the Blue Horizon)
- 1943: Mutige Frauen (So Proudly We Hail!)
- 1945: Unter schwarzer Flagge (Captain Kidd)
- 1946: Flucht von der Teufelsinsel (The Return of Monte Cristo)
- 1946: Der Mann aus Virginia (The Virginian)
- 1947: Rächer ohne Waffen (Gunfighters)
- 1948: Der Rächer der Todesschlucht (Albuquerque)
- 1948: Geladene Pistolen (Loaded Pistols)
- 1949: Ich erschoß Jesse James (I Shot Jesse James)
- 1949: Cover Up
- 1950: Champagne for Caesar
- 1950: Zorros Tochter (Bandit Queen)
- 1952: Der Tiger von Utah (Ride the Man Down)
- 1952: Bwana, der Teufel (Bwana Devil) (3D-Film)
- 1952: Gier nach Gold (The Raiders)
- 1952–1954: Mr. & Mrs. North (TV-Serie)
- 1954: Kampfstaffel Feuerdrachen (Dragonfly Squadron)
- 1955: Mit roher Gewalt (The Spoilers)
- 1979–1980: Liebe, Lüge, Leidenschaft (One Life to Live) (Fernsehserie)